# Club Social y Deportivo Yupanqui
El Club Social y Deportivo Yupanqui es un club deportivo Argentino, con sede en Villa Lugano, cuya principal actividad es el fútbol masculino, donde participa de la Primera C, cuarta categoría del fútbol argentino para los clubes afiliados de forma directa a la AFA. Fue fundado en 1935 y en 1974 se afilió a la Asociación del Fútbol Argentino y comenzó a disputar los torneos de quinta categoría, llamada Primera D, en la que participó ininterrumpidamente hasta el campeonato 2022, ocasión en que fue campeón y obtuvo el ascenso.
En el año 2001, Yupanqui protagonizó una serie de avisos comerciales de la multinacional Coca-Cola y con Juan Gabaglio y Mauricio Kaderabek, debido a su escasa convocatoria. Esto dio más visibilidad al club entre el público en general, aumentando los ingresos económicos, número de socios, la asistencia de público local y el reconocimiento de sus jugadores. 

## Historia
A mediados de la década de 1930 en el barrio de Villa Lugano, un grupo de jóvenes entusiastas encabezados por Gerónimo Enrique Gibaut, tiene la idea de formar un club de básquet, ya que en la zona no existía un lugar para practicar este deporte. Así, luego de varias reuniones realizadas en la esquina de Piedrabuena y Strangford (hoy Battle y Ordóñez), el 12 de octubre de 1935 nace el club al cual los muchachos informalmente denominaron “El Fortín”.
Los fundadores comienzan a trabajar en los terrenos baldíos que estaban ubicados sobre la calle Piedrabuena, para la realización de una cancha de básquetbol. Primero se desmaleza, se empareja el terreno, luego se consiguen dos aros de un club de Parque Patricios y se demarca la cancha con flejes de chapa. De esta manera tiene lugar el comienzo del club, aún sin nombre.
Se recurre a un método original para elegir el nombre definitivo, utilizando el diccionario para encontrar el nombre "Yupanqui", que proviene del idioma quechua y significa "De ti hablará la posteridad".
El club pierde dos terrenos al construirse la autopista Dellepiane, y sufre un incendio en 1961. Luego del mismo, un directivo instala una sala de juegos de azar en el subsuelo del club, siendo apresado al estar prohibida dicha actividad.
Yupanqui comenzó en 1976 a participar de los torneos organizados por la AFA, en la Primera D (por entonces, cuarta categoría del fútbol argentino). En 1985 inauguró un gimnasio cubierto con capacidad para 1100 personas, en 1999 un teatro y en abril de 2001 un jardín de infantes.
En junio de 2014 perdió la posibilidad de ascender por primera vez a Primera C, luego de caer en la final frente a Juventud Unida.
En el torneo de transición 2014, terminó último con 11 puntos en la zona 1, y penúltimo en la tabla general, superando a Muñiz, que consiguió un solo punto.
En el torneo de 2015, logró el decimoprimer puesto con 38 puntos, producto de 10 victorias, 8 empates y 12 derrotas.
En el Transición 2016, quedó octavo con 19 puntos, aunque lejos del ascenso.
En la temporada 2016-17 sumó 28 puntos, en el puesto 14
El 4 de octubre de 2022 se consagró ganador del Torneo Clausura del campeonato de Primera D 2022, clasificándose a la final contra el ganador del Apertura, Centro Social y Recreativo Español. En el partido como visitante logró un empate a cero. Posteriormente, el 16 de octubre, lo derrotó de local por 1 a 0, en tiempo suplementario, logrando así su primer ascenso a Primera C.

## Copa Argentina
Participó por primera vez en la Copa Argentina, en su nueva versión reeditada en la temporada 2011-12, con la participación de más de 170 equipos de todo el país. Con dos goles de Ignacio Bilbao, derrota por 2-0 a Deportivo Paraguayo en la primera fase.
El 15 de septiembre de 2011 el club juega por primera vez con un equipo de otra división en forma oficial, en el marco de la segunda fase de la copa. Allí enfrenta a Temperley, equipo de Primera B, que logra la victoria ajustadamente por 2 a 1, sufriendo en el final y quedando Yupanqui eliminado de la competencia. Además de representar el primer enfrentamiento interdivisional, es el primer partido oficial en horario nocturno para la institución.
| Año                    | Ronda            | PJ | PG | PE | PP | GF | GC | DG |
| ---------------------- | ---------------- | -- | -- | -- | -- | -- | -- | -- |
| Copa Argentina 1969    | No participó     | -  | -  | -  | -  | -  | -  | -  |
| Copa Argentina 1970    | No participó     | -  | -  | -  | -  | -  | -  | -  |
| Copa Argentina 2011/12 | 2.ª Eliminatoria | 2  | 1  | 0  | 1  | 3  | 2  | +1 |
| Copa Argentina 2012/13 | 1.ª Eliminatoria | 1  | 0  | 0  | 1  | 0  | 1  | -1 |
| Copa Argentina 2013/14 | 1.ª Eliminatoria | 1  | 0  | 0  | 1  | 2  | 4  | -2 |
| Copa Argentina 2014/15 | 2.ª Eliminatoria | 2  | 0  | 1  | 1  | 1  | 2  | -1 |
| 2015/16 a 2022         | No clasificó     | -  | -  | -  | -  | -  | -  | -  |
| Copa Argentina 2023    | Primera Ronda    | 1  | 0  | 0  | 1  | 1  | 4  | -3 |
| Total                  | 5/11             | 7  | 1  | 1  | 5  | 7  | 13 | -6 |

## Campaña publicitaria
En el año 2001, Yupanqui fue el protagonista de publicidades de la empresa Coca-Cola, en los que se decía que eran "el club con menos hinchas del fútbol argentino... pero no con menos pasión". La idea de los publicistas: destacar que la falta de hinchas, la imposibilidad de superar la Primera D, la escasez de recursos y el seguir adelante a pesar de todo, es un ejemplo de perseverancia, una virtud de la institución, no un motivo para la burla como algunos quisieron creer.
En total, fueron cinco videos que le dieron notoriedad al club, haciendo que la asistencia a los partidos aumentara hasta el punto, incluso, de que sus jugadores comenzaron a firmar autógrafos. También lograron superar su récord de espectadores: 96. Este hecho fue retratado por la revista Gente. El resultado de la campaña publicitaria permitió que el equipo lograra una media de ocho afiliaciones por día y de paso se convirtiera en el más seguido de su división.
Al momento de realizar la publicidad, Yupanqui contaba con 550 socios, que pagaban una cuota de 3 ARS (3 USD) por mes, y tenía un presupuesto de 1700 ARS (2925 USD de 2025) mensuales destinados al fútbol.

## Hechos de violencia
En octubre de 2013, uno de los opositores y profesor de boxeo de la institución, Rubén Trozki, habría amenazado de muerte a la presidenta Lilian Machado. Luego de que ésta lo denunciara ante la justicia, Trozki intentó ingresar por la fuerza al club junto con varios barras, con la intención de agredir a Machado. Frente a esta situación, la comisión directiva debió atrincherarse en una oficina y aguardar hasta la llegada de la policía. El Club Atlético Nueva Chicago, del vecino barrio de Mataderos, emitió un comunicado de solidaridad por los hechos de violencia sucedidos.
Durante su gestión, Machado fue una activa luchadora contra la discriminación de la mujer en el ámbito futbolístico y contra la violencia de género.

## Instalaciones

### Estadio
El club Yupanqui tuvo su estadio en el barrio Lugano I y II, pero dejó de jugar allí en el año 1999, porque se terminó el convenio que tenía con el Club Savio 80. Se llamó «Delfín Edmundo Benítez», en honor al atacante que jugó en el club, que se ocupaba de rescatar chicos en condiciones de pobreza, quién a su vez era sobrino de Delfín Benítez Cáceres,  delantero que pasó por varios equipos de la primera división de Argentina. Habitante de Villa Lugano, tuvo mucho que ver con Yupanqui: fue director técnico del primer equipo a mediados de los 80, cuando también jugó su hijo, Gastón Delfín Benítez, quien luego fue árbitro en la Primera D. 
Tras la publicidad realizada en 2001, la empresa Coca Cola prometió ayudar a concretar el objetivo del estadio propio, pero no ha cumplido.
En el año 2007, corría el rumor de que Yupanqui podría volver a utilizar la cancha original, sin embargo, fue desmentido por las autoridades, por lo que solo la usaron las divisiones inferiores del club.
Desde entonces, el club no poseía estadio propio habilitado, por lo cual hizo las veces de local en el estadio de Club Atlético Lugano ubicado en Tapiales.

#### Nuevo estadio
Dante Majori, mientras era vicepresidente, gestionó y consiguió un predio ubicado en Ciudad Evita, La Matanza, programándose su inauguración para el 31 de octubre del año 2021 No obstante, el estreno oficial se produjo el 14 de mayo de 2022, en un partido por el campeonato de Primera D, que terminó empatado en un gol, frente a Juventud Unida. Su campo de juego es uno de los más pequeños del futbol argentino, midiendo 95 metros de largo por 65 de ancho.

### Sede
Su sede está situada desde sus comienzos en la calle Guaminí, frente a la Autopista Dellepiane.
Debido a que en el lugar donde se emplaza el club existe una ordenanza municipal que prohíbe la edificación en altura, sus dirigentes han optado por ampliar las instalaciones hacia el subsuelo. Las mismas incluyen una pileta climatizada semiolímpica, un gimnasio, una sala de teatro, un taller de computación, una cancha de básquetbol y una confitería.
Posee, además, un microestadio con capacidad para 1000 personas y dos salas de jardín de infantes.

## Jugadores

### Plantel 2024
- Fuente: Transfermarkt

ALTAS
Alan Nahuel Palavecino DEL ex Tristán Suárez, Lautaro Mamani MED INF, Dante Pérez Lazarte DEF ex Alte Brown, Amiel Buenamalla, Nicolás Durante DEF ex Dep. America (Federación), Lionel Agustín Castellon MED INF, Roberto Carlos Gómez DEF ex Atl. Lugano, German Jorge Videla DEF Dep. Brown de Adrogué, Santino Colangelo DEF ex Arsenal, Juan Azcurraire DEL INF, Juan Ignacio Varela DEF Villa Dalmine, Juan Velázquez, Jean Bernardin Rousseau DEL ex Berazategui, Rafael Neris Martínez MED ex Victoriano Arenas, Leandro Ariel Fleitas DEL ex Puerto Nuevo, Tobias Joel Zelaya MED INF, Lucas Islas DEF ex Juventud Unida, Lautaro de los Santos DEF INF, Euihyeon Jung (Corea del Norte) ex Arg. de Quilmes, Luis Espindola MED ex Defensores de Glew, Pablo Martin Correa DEF ex Atl. Lugano, Gonzalo Boragno POR ex Mercedes, Gabriel Benitez DEF INF, Fernándo Nicolás López DEF ex L N Alem, Sebastián Gallo MED Reserva de Tigre, Rodrigo Tolnai MED ex FC Sud (Olavarría), Luis Arcilio Velázquez (Col.) DEL ex San Martín de Burzaco, Juan Cruz La Scaleia MED ex Sportivo Italiano
BAJAS
Ezequiel Chazarreta: libre

## Cronología de entrenadores
- Néstor Caggiano (2009-2015)
- Martín Correa (2016-2017)
- Pablo Lambermont (2017-2018)
- Néstor Rapa (2018-2019)
- Juan Palermo (2019-2020)
- Adrián Tossi (2021-2023)
- Facundo Ledesma (2023-Act.)

## Datos del club
- Temporadas en Primera División: 0
- Temporadas en Primera B Nacional: 0
- Temporadas en Primera B: 0
- Temporadas en Primera C: 2 (2023-2024)
- Temporadas en Primera D: 49 (1976-2022)

### Total
- Temporadas en Cuarta División: 13
- Temporadas en Quinta División: 38

### Tabla resumen
- Actualizado 19 de febrero de 2024.

| Temporada       | PJ   | PG  | PE  | PP  | GF   | GC   | DG   | Mejor resultado |
| --------------- | ---- | --- | --- | --- | ---- | ---- | ---- | --------------- |
| Cuarta División | 39   | 7   | 8   | 24  | 24   | 64   | -40  | 19°             |
| Quinta División | 1237 | 360 | 319 | 558 | 1539 | 1970 | -441 | Campeón         |
| Copa Argentina  | 7    | 1   | 1   | 5   | 7    | 13   | -6   | Segunda Ronda   |
| Total           | 1245 | 361 | 320 | 564 | 1546 | 1986 | -450 | 1 título        |

## Rivalidad
Sobre casi treinta clubes y sociedades de Fomento que existen en Lugano, Yupanqui es uno de los que poseen una vinculación más fuerte con la identidad del barrio, participando actualmente como club afiliado a la AFA junto con el Club Atlético Lugano, el cual es su clásico rival ya que también tiene su sede social en el barrio homónimo (aunque su estadio se encuentra en la localidad de Tapiales) y con el cual históricamente ha compartido la última división de clubes directamente afiliados a la AFA.

## Palmarés
- Campeón de Primera D (1) : 2022
- Ganador del Torneo Corto Zona Sur de Primera D (1) : 2003 (no da título de campeón).
- Ganador del Torneo Clausura de Primera D (1): 2022 (no da título de campeón)

## Actividades
- Fútbol
- Fútbol juvenil AFA
- Fútbol infantil AFA
- Baby fútbol competitivo
- Baby fútbol escuelita
- Básquet
- Básquet infantil
- Básquet femenino (DT Sebastián Petit)
- Patín artístico
- Balonmano
- Boxeo
- Defensa personal
- Tenis de mesa
- Natación
- Iniciación deportiva
- Gimnasia con aparatos
- Gimnasia artística femenina
- Danza
- Futsal Femenino
- Futsal sénior